# Elizabeth Lucar
Elizabeth Lucar, geborene Withypoll (* 1510 in London; † 29. Oktober 1537 ebenda), war eine englische Kaufmannsfrau und ist überliefert als Kalligraphin. Sie soll eine vielseitig begabte Person gewesen sein, die fließend Latein, Spanisch und Italienisch sprach und eine gute Handarbeiterin, Musikerin und Rechnerin war.

## Leben
Elizabeth wurde 1510 als Tochter von Paul Withypoll (1485–1547) und Anne Withypoll in eine prominente und wohlhabende Kaufmannsfamilie, die königliche Gunst besaß und bürgerliche Ämter innehatte, hineingeboren. Ihr Vater, der sie um zehn Jahre überlebte, war unter anderem Master der Livery Company  der Schneider und Tuchhändler, der Worshipful Company of Merchant Taylors, Alderman und mehrfach Mitglied des Parlaments für die City of London. Ihr Bruder und vermutlich einziges Geschwister Edmund Withypoll war ebenfalls Parlamentsmitglied und der Erbauer von Christchurch Mansion in Ipswich.
Die Familie war sehr reich. In 1532 erbte Elizabeth zum Beispiel eine Summe von £50 von ihrem äußerst wohlhabenden Onkel Robert Thorne, Kaufmann in London und Bristol (der ihre Tante Ellen Withypoll geheiratet hatte). Die Familien Thorne und Withypoll (zwischen denen es auch schon ältere verwandtschaftliche Beziehungen gab) waren an einem internationalen Handelssyndikat beteiligt und waren bedeutende Sammler von kostbaren Gegenständen.
Elizabeth heiratete den ebenfalls angesehenen Kaufmann, Emanuel Lucar (1494–1574). Fünf Kinder des Paares – Emanuel, Henry, Mary, Jane und eine weitere Tochter – sind zusammen mit den Kindern aus Emanuel Lucars zweiter Ehe von 1541 mit Joan Turnbull in der „heraldischen Visitation“ Londons des Jahres 1568 erfasst.

## Epitaph
Elizabeth Lucar ist vor allem bekannt durch eine Inschrift an ihrem Grab in der beim Großen Brand von London 1666 zerstörten Kirche St Laurence Pountney in der City of London, geschrieben oder beauftragt von ihrem Ehemann Emanuel Lucar. Das Epitaph wurde durch eine Aufzeichnung von 1598 bei John Stow überliefert:
Every Christian heart seeketh to extoll

The glory of the Lord, our onely Redeemer:

Wherefore Dame Fame must needs inroll

Paul Withypoll his childe, by love and Nature,

Elizabeth, the wife of Emmanuel Lucar,

In whom was declared the goodnesse of the Lord,

With many high vertues, which truely I will record.

She wrought all Needle workes that women exercise,

With Pen, Frame, or Stoole, all Pictures artificiall,

Curious Knots or Trailes, what fancy would devise,

Beasts, Brids, or Flowers, even as things naturall:

Three manner hands could she write, them faire all.

To speake of Algorisme, or accounts, in every fashion,

Of women, few like (I thinke) in all this Nation.

Dame Cunning her gave a gift right excellent,

The goodly practice of her Science Musicall,

In divers tongues to sing, and play with Instrument,

Both Viall and Lute, and also Virginall;

Not onely upon one, but excellent in all.

For all other vertues belonging to Nature,

God her appointed a very perfect creature.

Latine and Spanish, and also Italian,

She spake, writ, and read, with perfect utterance;

And for the English, she the Garland wan,

In Dame Prudence Schoole, by Graces purveyance,

Which cloathed her with Vertues, from naked Ignorance:

Reading the Scriptures, to judge light from darke,

Directing her faith to Christ, the onely Marke.

The said Elizabeth deceased the 29. day of October, An. Dom. 1537. Of yeeres not fully 27. This Stone, and all hereon contained, made at the cost of the said Emanuel, Merchant-Taylor.
Epitaph für Elizabeth Lucar (Notat: Jon Stow, 1598)

## Curious Calligraphy
In einem 1904 erschienenen Buch verweist David N. Carvalho auf einen Aufsatz zum Thema Kalligraphie, den Elizabeth Lucar 1525, im Alter von 15 Jahren, unter dem Titel Curious Calligraphy verfasst haben soll. Dies, so behauptete er, sei der erste englische Aufsatz zu diesem Thema, und diese Behauptung wurde an anderer Stelle wiederholt. Allerdings ist das bibliographische oder handschriftliche Original dieses angeblichen Werkes Curious Calligraphy nicht zitiert oder ersichtlich, und der Begriff Kalligraphie selbst erscheint anachronistisch für den englischen Sprachgebrauch jener Zeit. Ballard, in seiner 1752 entstandenen Beschreibung von Elizabeth Lucar, erwähnt nichts von einem Aufsatz zu dem Thema, bezeichnet sie aber als „a curious calligrapher“. Es ist möglich, dass Carvalho die Zeile ihres Epitaphs „She wrought all Needle workes that women exercise“ dahingehend interpretierte, dass sie „she wrote (of) all needle workes“ bedeutet. Die Doppeldeutigkeit von wrought und wrote ist an anderer Stelle erkannt worden, aber in beiden Bedeutungen kann diese Zeile nur bedeuten, dass sie selbst die Muster skizzierte, die sie anschließend stickte („in Nadelarbeit umsetzte“). Die Zeile „Three manner hands could she write, them faire all“ deutet jedoch darauf hin, dass sie außerdem aber in drei verschiedenen Schriften schön schreiben konnte.

## Nachleben
Neben dem überlieferten Epityph hat ihr Ehemann Emanuel Lucar auch ein (verschollenes) Porträt seiner Frau erstellen lassen.
Elizabeth Lucars Todesdatum ist (als Interpolation) im Kalendarium eines Stundenbuchs aus dem 15. Jahrhundert vermerkt, das als The Beaufort/Beauchamp Hours bekannt ist. Ein sehr ähnlicher Text ist im Kalendarium eines 1535 gedruckten Exemplars von William Marshalls Prymer vermerkt,  das englische Psalmentexte enthielt, die aus dem Latein von Martin Bucer übersetzt wurden, getarnt durch den Paralleldruck mit der lateinischen Vulgata.  Die Textidentität der Einfügungen in diesen beiden Kalendern deutet darauf hin, dass sie jemandem gehörten, der sich zum einen für reformatorische Psalmenlesungen interessierte und dem zum anderen Elizabeth Lucar bekannt war.
Judy Chicago widmete ihr eine Inschrift auf den dreieckigen Bodenfliesen des Heritage Floor ihrer 1974 bis 1979 entstandenen Installation The Dinner Party. Die mit dem Namen Elizabeth Lucar beschrifteten Porzellanfliesen sind dem Platz mit dem Gedeck für Elisabeth I. zugeordnet.